# Laskaris (Alchemist)
Laskaris war ein Alchemist des 17. und 18. Jahrhunderts, der in Deutschland wirkte und von dem Nachrichten von etwa 1700 bis 1709 erhalten sind.
Laskaris gab sich nach Schmieder anfangs als Archimandrit eines Klosters aus Mytilene aus (und sprach auch Griechisch), der für die Befreiung von Christen aus türkischer Sklaverei Geld sammle. Er soll um 1700 in den besten Jahren gewesen sein, gebildet, beliebt und ein guter Unterhalter. Bekannt wurde er als legendärer umherreisender Adept, der vorgab eine Tinktur zu besitzen, die Blei und andere Metalle in Gold verwandle. Dabei gab er seine Tinktur anscheinend teilweise sehr großzügig weiter.
1701 traf er in Berlin in der Apotheke von Zorn den an Alchemie interessierten Lehrling Johann Friedrich Böttger, dem er bei der Abreise seine Tinktur übergibt, womit dieser Goldmacherkunststücke vollbringt. Laskaris soll auch aus schlechtem Gewissen über den Weg, auf den er Böttger gebracht hatte, später in Dresden dessen Befreiung versucht haben.
Eine Begegnung mit ihm in Darmstadt überliefert Johann Konrad Dippel.  Auch gegenüber einem Rat Liebknecht soll er in Eger 1704 die Verwandlung von Quecksilber zu Gold und von Gold zu Silber demonstriert haben. Er nannte zwar keinen Namen, sprach aber Griechisch sowie Latein, Italienisch und Französisch und war weit gereist.
In Deutschland reiht er sich in eine Reihe ähnlicher umherreisender vorgeblicher Goldmacher und Adepten wie Alexander Seton, Irenäus Philalethes, Domenico Manuel Caetano, Heinrich Wagnereck und Sehfeld. Der Alchemie-gläubige Historiker der Alchemie Karl Christoph Schmieder zählt ihn zu den Adepten, das heißt, er ist für ihn ein historischer Beleg für die alchemistische Umwandlung von Gold.
Die von Schmieder wiedergegebenen Geschichten sind historisch nicht belegt. Auf Laskaris fanden sich aber später doch noch Hinweise (Teply). Er war ein um 1649 geborener griechischer Kaufmannssohn, möglicherweise von Patmos, der mehrere Jahre in Istanbul lebte. Zwischen 1675 und 1680 ging er nach England und Italien, war dort sechs Jahre, ging dann nach Holland, Norddeutschland und Schweden, war 1689 in Königsberg, 1690 in Berlin und ging dann über Leipzig und Prag 1691 nach Wien. Aufgrund von verdächtigen Geldgeschäften war er in Wien vorübergehend in Haft. Danach verliert sich seine Spur.
Gustav Meyrink (Goldmachergeschichten 1920) schrieb über ihn.